# Щоденник найманого вбивці
«Щоденник найманого вбивці» («Diary of a Hitman») — американська кримінальна кінодрама 1991 року, знята режисером Роєм Лондоном, з Форестом Вітакером, Джеймсом Белуші і Шерон Стоун у головних ролях.

## Сюжет
Найманий вбивця Деккер (Форест Вітакер) отримує останнє завдання: ліквідувати небезпечного свідка проти мафії. Але коли він ближче пізнає свою передбачувану жертву, то розуміє, що не в змозі натиснути на курок, тому що закохався в дівчину…

## У ролях
- Форест Вітакер — Деккер
- Джеймс Белуші — Шенді
- Шерон Стоун — Кікі
- Джон Бедфорд Ллойд — Джеймісон, лікар
- Сеймур Кассель — роль другого плану
- Ден Камін — роль другого плану
- Вейн Кроуфорд — Воллес
- Льюїс Сміт — роль другого плану
- Бретт Рікебі — роль другого плану
- Лоїс Чайлз — роль другого плану
- Бренда Каррін — роль другого плану
- Кен Лерне — роль другого плану
- Джейк Денджел — роль другого плану
- Томмі Лафіт — роль другого плану
- Шерілін Фенн — Джейн
- Пітер Вайт — роль другого плану
- Ева Джексон — місіс Карпентер
- Джиммі Батлер — Едді
- Білл Джентрі — Клайд

## Знімальна група
- Режисер — Рой Лондон
- Сценарист — Кеннет Пресман
- Оператор — Юрій Сокол
- Композитор — Мішель Коломб'є
- Художник — Стівен Гендріксон
- Продюсери — Марк Деймон, Карен Монтгомері, Амін К. Чаудхрі